# Démofoón
Démofoón (latinsky Demophoon) je v řecké mytologii synem eleusínského krále Kelea a jeho manželky Metaneiry.
Zdá se, že do mýtů vstoupil jedině zásluhou Démétér, bohyně plodnosti země a úrody. Když totiž bloudila světem a hledala svou dceru Persefonu, kterou unesl bůh podsvětí Hádés, poskytli jí útulek a pohostinnost Démofoóntovi rodiče. Démétér se rozhodla je odměnit. 
Stala se u nich vychovatelkou a tajně jejich syna potírala ambrózií a zakalovala ho nad ohněm (podobně to dělala bohyně Thetis svému synovi Achilleovi), aby dosáhl nesmrtelnosti. Jednou ji při tom přistihla Metaneira a bohyni toto počínání zakázala. Démétér vyslovila politování, ale věnovala Démofoóntovi alespoň věčnou slávu. 
Není výslovně uvedeno, jakým způsobem toho dosáhla. Možná ale tak jako jeho bratrovi Triptolemovi, kterého jako prvního člověka naučila pěstovat obilí. Je tedy možné, že šlo o slávu na poli orném. 